# Squash-Mannschaftsweltmeisterschaft 1971
Die 3. Mannschafts-Weltmeisterschaft der Herren (englisch 1971 Men's World Team Squash Championships) fand im Jahr 1971 in Palmerston North, Neuseeland statt. Insgesamt nahmen sieben Mannschaften teil.
Titelverteidiger Australien konnte seinen Titel aus dem Jahr 1969 ein weiteres Mal erfolgreich verteidigen. Wie bereits 1967 und 1969 blieb die australische Mannschaft dabei ungeschlagen. Die Mannschaft bestand unverändert zu den beiden Austragungen 1967 und 1969 aus Geoff Hunt, Ken Hiscoe, Dick Carter und Cam Nancarrow. Vizeweltmeister wurde zum dritten Mal die britische Mannschaft, den dritten Rang belegte Pakistan. Erstmals nahm Kanada an der Weltmeisterschaft teil.

## Modus
Die teilnehmenden Mannschaften traten in einer gemeinsamen Gruppe an. Innerhalb der Gruppe wurde im Round Robin-Modus gespielt, die bestplatzierte Mannschaft erhielt den Titel des Weltmeisters.
Alle Mannschaften bestanden aus mindestens drei und höchstens vier Spielern, die in der Reihenfolge ihrer Spielstärke gemeldet werden mussten. Pro Begegnung wurden drei Einzelpartien bestritten. Eine Mannschaft hatte gewonnen, wenn ihre Spieler zwei der Einzelpartien gewinnen konnten. Die Spielreihenfolge der einzelnen Partien war unabhängig von der Meldereihenfolge der Spieler.

## Ergebnisse
| Rang | Land                          | Sp. | S | N | Sp.-Diff. | Punkte |
| ---- | ----------------------------- | --- | - | - | --------- | ------ |
| 1    | Australien                    | 6   | 6 | 0 | 17:1      | 12     |
| 2    | Vereinigtes Königreich        | 6   | 4 | 2 | 13:5      | 8      |
| 3    | Pakistan                      | 6   | 4 | 2 | 12:6      | 8      |
| 4    | Vereinigte Arabische Republik | 6   | 4 | 2 | 11:7      | 8      |
| 5    | Neuseeland                    | 6   | 2 | 4 | 6:12      | 4      |
| 6    | Indien                        | 6   | 1 | 5 | 3:15      | 2      |
| 7    | Kanada                        | 6   | 0 | 6 | 1:17      | 0      |

| Australien             | – | Vereinigtes Königreich | 3:0 |
| Australien             | – | Indien                 | 3:0 |
| Australien             | – | Pakistan               | 2:1 |
| Australien             | – | Neuseeland             | 3:0 |
| Australien             | – | V. A. R.               | 3:0 |
| Australien             | – | Kanada                 | 3:0 |
| Vereinigtes Königreich | – | Neuseeland             | 3:0 |

| Vereinigtes Königreich | – | Indien     | 3:0 |
| Vereinigtes Königreich | – | Pakistan   | 3:0 |
| Vereinigtes Königreich | – | Kanada     | 3:0 |
| Pakistan               | – | V. A. R.   | 2:1 |
| Pakistan               | – | Neuseeland | 3:0 |
| Pakistan               | – | Indien     | 3:0 |
| Pakistan               | – | Kanada     | 3:0 |

| V. A. R.   | – | Vereinigtes Königreich | 2:1 |
| V. A. R.   | – | Indien                 | 3:0 |
| V. A. R.   | – | Neuseeland             | 2:1 |
| V. A. R.   | – | Kanada                 | 3:0 |
| Neuseeland | – | Indien                 | 2:1 |
| Neuseeland | – | Kanada                 | 3:0 |
| Indien     | – | Kanada                 | 2:1 |

## Abschlussplatzierungen
| Rang | Mannschaft                    |
| 01.  | Australien                    |
| 02.  | Vereinigtes Königreich        |
| 03.  | Pakistan                      |
| 04.  | Vereinigte Arabische Republik |
| 05.  | Neuseeland                    |
| 06.  | Indien                        |
| 07.  | Kanada                        |